# Roman Helinski
Roman Helinski (Nuth, 23 april 1983) is een Nederlandse schrijver. 

## Leven en werk
Roman Helinski debuteerde in de lente van 2014 met de roman Bloemkool uit Tsjernobyl (ondertitel: een vadergeschiedenis). Het boek verscheen bij uitgever Prometheus.   
Bloemkool uit Tsjernobyl is het deels autobiografische relaas van een naar zijn kleurrijke vader opkijkende zoon. In 2017 volgde De wafelfabriek, dat werd genomineerd voor de Bookspotliteratuurprijs 2018. En dat in datzelfde jaar naar het Tsjechisch werd vertaald met de titel Továrna na vafle.    
Op 11 mei 2014 was Helinski te gast in het VPRO-programma Boeken met Wim Brands, waarin de mannen een onderzoekend gesprek voeren over de invloed van Helinski’s echte vader op de vaderfiguur in Bloemkool uit Tsjernobyl.
Eind 2016 maakte Tzum Helinski's overstap naar uitgever Hollands Diep bekend, bij wie De wafelfabriek in september 2017 het licht zag. Die roman handelt over het wel en wee van een groep fabrieksmedewerkers die aan de hand van hun charismatische collega Arka Narovski tot de ontdekking komt dat het leven niet de moeite waard is.  
De wafelfabriek kreeg vier (van vijf) sterren in zowel Knack als in NRC Handelsblad. 